# Tolstoj (cràter)
|  | No s'ha de confondre amb el cràter Alexey Tolstoy, un cràter de Mart de 95 km anomenat en honor d'Aleksei Konstantínovitx Tolstoi. |

Tolstoj és un cràter d'impacte en el planeta Mercuri de 355 km de diàmetre. Porta el nom de l'escriptor rus Lev Tolstoi (1828-1910), i el seu nom va ser aprovat per la Unió Astronòmica Internacional el 1976.
La característica d'albedo Solitudo Maiae sembla estar associada amb aquest cràter.

## Estructura
L'impacte que va produir la conca Tolstoj va ocórrer al començament de la història de Mercuri. Dos anells, discontinus i irregulars d'aproximadament 356 km i 510 km de diàmetre envolten l'estructura, però estan poc desenvolupats en els seus costats nord i nord-est; un tercer anell parcial de 466 km de diàmetre s'estén pel seu costat sud-est.
Fora de l'anell més intern apareixen unes taques difuses de material d'albedo fosc. La part central de la conca està coberta per unes planes llises de material d'alta reflectància (HRP, high reflectance plains). L'interior brillant de la conca és notablement més vermell que les planes circumdants, que estan fetes d'un material de baixa reflectància blava (LRM, low reflectance material). L'anell fosc del material d'ejecció al voltant de Tolstoj és un dels llocs més foscos de la superfície de Mercuri.
S'estima que la profunditat de Tolstoj és de 2,0 ± 0,7 km, segons l'estèreo derivat dels models d'elevació digital basats en les imatges del planeta obtingudes per la sonda espacial Mariner 10. Això és significativament menor que la profunditat de les conques lunars de mida similar, el que indica que probablement Tolstoj va escampar la seva forma després de l'impacte.
La conca Tolstoj s'utilitza per definir un sistema en temps estratigràfic, el «sistema Tosltojà», amb l'edat de prop de 4,0 - 3,9 milions d'anys. El sistema més antic (<4,0 milions d'anys) es diu «pre-Tosltojà», mentre que el més jove es diu «Calorià» (3,9 - 3,0 milions d'anys).
Malgrat la gran antiguitat del Tolstoj i estar rodejat per les antigues planes entre els cràters, es conserva un mantell d'ejecció extens i molt ben conservat, amb alineacions radials al voltant de dos terços de la seva circumferència. El material expulsat tendeix a ser fragments grans i només alineat dèbilment entre els anells interior i exterior. Les alineacions radials amb un model de remolí es veuen millor en el costat sud-oest de Tolstoj.
El patró de mapa rectilini inusual del material expulsat suggereix: 
- control del patró de material expulsat per estructures existents abans de l'impacte,

- enterrament preferencial al llarg de les tendències estructurals d'un mantell d'ejecció originalment simètric pel material de les planes entre els cràters, o
- formació del Tolstoj per un impacte oblic des del nord-oest que va produir un mantell d'ejecció amb simetria bilateral i poca o cap deposició superficial.

L'anàlisi de estereofotografia del Tolstoj del material ejectat al nord-est del cràter suggereix que aquest dipòsit s'ha deformat per l'elevació del terreny. que és més alt amb relació a les planes circumdants.